# 马里亚尔·沙约克
马里亚尔·沙约克（英語：Marial Shayok，1995年7月26日—）為加拿大、南蘇丹男子籃球運動員，出生於加拿大渥太華，七歲開始打籃球，2023年夏天代表南蘇丹征戰世界盃籃球賽，2023年10月加盟中国男子篮球职业联赛山东高速，例行賽出賽47場，場均上場23.2分鐘，可挹注19.1分、4.6籃板、3.6助攻、1.2抄截，2024年夏天代表南蘇丹征戰奧林匹克運動會，2024年8月自行宣布加入辽宁沈阳三生。2024年9月辽宁沈阳三生宣布沙约克加盟球隊。2024年11月辽宁沈阳三生與沙约克解除合約關係，沙约克與特拉維夫馬卡比簽下兩年合約。

## 外部連結
- 马里亚尔·沙约克在fiba.basketball（英语）
- 马里亚尔·沙约克在archive.fiba.com（存檔）（英语）
- 马里亚尔·沙约克在NBA（英语）
- 马里亚尔·沙约克在歐洲籃球聯賽（英语）
- 马里亚尔·沙约克在土耳其籃球超級聯賽（英语）
- 马里亚尔·沙约克在中国男子篮球职业联赛
- 马里亚尔·沙约克在Basketball-Reference.com（NBA）（英语）
- 马里亚尔·沙约克在Basketball-Reference.com（NBA G聯盟）（英语）
- 马里亚尔·沙约克在Basketball-Reference.com（國際）（英语）
- 马里亚尔·沙约克在Sports-Reference.com（NCAA）（英语）
- 马里亚尔·沙约克在ESPN（NBA）（英语）
- 马里亚尔·沙约克在Eurobasket.com（球員）（英语）
- 马里亚尔·沙约克在Proballers（英语）
- 马里亚尔·沙约克在RealGM（英语）
- 马里亚尔·沙约克在中国篮球数据库
- 马里亚尔·沙约克在Olympics.com（英语）
- 马里亚尔·沙约克在Flashscore（英语）